# 周鼎三
周鼎三 （41 Com / 后发座41）是后发座的一颗恒星，光谱型为K5III，视星等为+4.82，距离地球约330光年。